# Parafia Podwyższenia Krzyża Świętego w Warszawie
Parafia Podwyższenia Krzyża Świętego w Warszawie – parafia rzymskokatolicka należąca do dekanatu jelonkowskiego, archidiecezji warszawskiej, metropolii warszawskiej Kościoła katolickiego, w Warszawie.

## Historia
Parafia została erygowana 24 września 1951 przez ks. prymasa Stefana Wyszyńskiego.

### Kościół parafialny
Budowę kościoła parafialnego rozpoczęto w roku 1959 według projektu architekta Zbigniewa Rzepeckiego z Katowic, pod nadzorem inż. Tadeusza Dębińskiego. 
Prezbiterium zostało ozdobione polichromiami zaprojektowanymi i wykonanymi przez prof. Akademii Sztuk Pięknych w Krakowie Jerzego Nowosielskiego. Kościół wyposażono w dzwony wykonane w firmie Jana Felczyńskiego z Przemyśla, organy projektu prof. Konserwatorium Warszawskiego Feliksa Rączkowskiego oraz ołtarz i chrzcielnicę wykonane z dolomitu według projektu arch. prof. Rzepeckiego. Świątynia została konsekrowana 15 czerwca 1968. W 1973 zrealizowano projekt architekta Jerzego Grochowskiego artystycznego rozwiązania ściany frontowej. Fronton ozdobiła rzeźba Chrystusa Króla Pokoju wykonana przez artystę rzeźbiarza Jerzego Nachaja.

#### Wystrój
W kościele znajduje się zespół witraży oraz oddzielająca prezbiterium od nawy balustrada, zdobiona przedstawieniami ryb, wykonanymi z miedzi.

## Proboszczowie
Źródło:
- ks. prał. Tadeusz Nowotko (1951–1979), budowniczy kościoła
- ks. kan. Henryk Załuska (1979–1989)
- ks. prał. Stefan Zembrzuski (1989–2007)
- ks. prał. Wiktor Ojrzyński (od 2007)